# Leszek Tomaszewski (koszykarz)
Leszek Tomaszewski (ur. 2 czerwca 1953, zm. 29 marca 2024) – polski koszykarz i trener koszykówki.

## Życiorys
Reprezentował barwy Spójni Gdańsk (1968-1978) i Resovii (1978-1985). Ze Spójnią awansował w 1973 do I ligi, z Resovią wywalczył wicemistrzostwo Polski w 1979, a w 1984 spadł do II ligi. Po zakończeniu kariery zawodniczej prowadził męską drużynę Resovii i w 1987 wygrał z nią rozgrywki grupy A II ligi, zdobywając awans na najwyższy poziom rozgrywek. W sezonie 1987/1988 jego zespół zajął jednak ostatnie, 12. miejsce i ponownie spadł do II ligi.
Był absolwentem Wyższej Szkoły Wychowania Fizycznego w Gdańsku. Od 1990 mieszkał w Kanadzie, przez 33 lata pracował w Iogen Corporation w Ottawie.